# Harry J. Bong
Harry J. Bong (auch Harry Bong, * 1936 in Köln; † Januar 1990) war ein deutscher Schauspieler in Theater, Film und Fernsehen. Daneben arbeitete er auch als Hörspiel- und Synchronsprecher.

## Leben und Karriere
Bong agierte seit Anfang der 1960er Jahre überwiegend als Bühnendarsteller, so trat er 1961 in der Uraufführung von Carlheinz Casparis inszeniertem Stück Originale im Theater am Dom in Köln neben Schauspielerkollegen wie Alfred Feussner oder Ruth Grahlmann auf. 1962 sah man ihn bei den Kammerspielen in Düsseldorf neben Kollegen wie Hans Clarin und Peter Hohberger. 1966 verkörperte er in John McGraths Schauspiel Ereignisse beim Bewachen der Bofors-Kanone den Charakter des Terry Evans.
Von 1961 bis 1986 spielte Bong auch verschiedene Rollen im Fernsehen. Darunter in den 1970er Jahren in Lemmi und die Schmöker und in den 1980er Jahren in der Lindenstraße. Darüber hinaus war er als Hörspielsprecher für zahlreiche Produktionen tätig. Als Synchronsprecher im Fernsehen lieh er unter anderem 1972 seine Stimme dem Roboter Robbi (dritte Robotklasse) in Armin Maiwalds populärer Puppentrickserie Robbi, Tobbi und das Fliewatüüt nach dem gleichnamigen Kinderbuch von Boy Lornsen.
Bong war ein langjähriges Mitglied des Bonner Kleinen Theaters, zuletzt spielte er als Partner Walter Ullrichs in Karl Wittlingers Komödie Rolf Boysen 70. Im Januar 1990 verstarb er an den Folgen eines Herzinfarkts.

## Filmografie (Auswahl)
- 1961: Der fröhliche Weinberg (Fernsehfilm)
- 1965: Herodes und Marianne (Fernsehfilm)
- 1965: Fall erledigt – 'End of Conflict' (Fernsehfilm)
- 1969: Der Etappenhase (Übertragung aus dem Millowitsch-Theater)
- 1969: Das Ekel (Fernsehfilm)
- 1970: Express (Fernsehserie, 1 Episode)
- 1972: Robbi, Tobbi und das Fliewatüüt (Fernsehminiserie)
- 1974–1975: Lemmi und die Schmöker (Fernsehserie, 2 Episoden)
- 1986: Lindenstraße (Fernsehserie, 1 Episode)

## Hörspiele (Auswahl)
- 1971: Haben Sie eine Katze, Herr Kommissar? – Regie: Manfred Brückner